# Kees van Beijnum
Kees van Beijnum (geb. am 21. März 1954 in Amsterdam) ist ein niederländischer Schriftsteller.

## Leben und Wirken
Bevor er 1991 anfing, Romane und Drehbücher zu schreiben, war Beijnum unter anderem als Journalist tätig. Als Schriftsteller debütierte er mit dem Kriminalroman Over het IJ über einen Mordfall in Amsterdam.
Sein Roman Dichter op de Zeedijk war für den niederländischen Literaturpreis AKO nominiert und wurde verfilmt.
Der Roman Die Archivarin (1998), der 2000 auf Deutsch veröffentlicht wurde, basiert auf dem Leben der Florentine Rost van Tonningen (1914–2007), einer niederländischen Nationalsozialistin, die bis zu ihrem Tod ihrer NS-Gesinnung treu blieb. Die Verfilmung des Buches wurde 2003 für das Goldene Kalb, den Preis des Niederländischen Filmfestivals, nominiert.
Der Roman De Oesters van Nam Kee („Austern in Nam Kee“) wurde 2001 mit dem Ferdinand-Bordewijk-Preis ausgezeichnet und kam auf die Longlist des Libris-Preises. Auch dieses Buch wurde (mit Katja Schuurman) verfilmt. Seit 2001 erscheinen Van Beijnums Bücher im Verlag De Bezige Bij.
Van Beijnum schrieb auch die Drehbücher für De langste reis („Die längste Reise“, 1996) über die Entführung des Geschäftsmannes Gerrit Jan Heijn sowie für De Heineken ontvoering („Die Heineken Entführung“, 2011) über die Entführung des Brauers Freddy Heineken.

## De Offers
De Offers („Die Opfer“) wurde am 2. Oktober 2014 veröffentlicht. Das Buch ist ein historischer Roman über einem niederländischen Richter, der nach Japan geschickt wird, um sein Land im Internationalen Militärtribunal für den Fernen Osten zu vertreten. Im Buch heißt die Hauptfigur Rem Brink (der tatsächliche niederländischer Vertreter im Tribunal war Dr. iur. Bert Röling), aber die anderen Richter sind beim Namen genannt. In der Woche der Veröffentlichung des Buches schrieb die niederländische Tageszeitung NRC Handelsblad, dass das Buch einen „Aufruhr“ verursacht habe. Van Beijnum verwendete Tagebücher und Briefe, die ihm vertraulich von einem von Richter Rölings Söhnen zur Verfügung gestellt waren, so die Zeitung. Das Quellenmaterial wurde Van Beijnum ausgehändigt, damit er ein Drehbuch für den Regisseur Pieter Verhoeff schreiben könne. Hugo, der Sohn des Richters, beschwerte sich gegen die Verwendung des Materials für einen Roman statt ein Drehbuch, auch weil er selbst an einer Biographie seines Vaters schrieb. Er widersprach auch Teilen des Romans, in dem die Hauptfigur Bordelle besucht und schließlich eine Geliebte im Stich lässt, die mit seinem Kind schwanger ist. Van Beijnum meinte, so die Zeitung, er konstruiere eine Kunstfigur und „vielleicht verwendete er einige kleine Bits“ aus dem Quellenmaterial („ein Büchlein“), das ihm vom Hugo Röling gegeben wurde.
Am 14. Dezember 2014 wurde die Affäre von der niederländischen Tageszeitung De Volkskrant als „der literarische Skandal des Jahres 2014“ bezeichnet. Die Zeitung offenbarte, dass van Beijnum sein Buch vor der Veröffentlichung in einigen Punkte geändert hatte, um Hugo Rölings Beschwerden zu berücksichtigen. Die Zeitung zitiert auch den Regisseur Pieter Verhoeff, der den Herausgeber gebeten hatte, in zukünftigen Ausgaben keinen Dank mehr vom Autor zu erhalten, weil er „nichts zu dem Buch beigetragen hat“. Die Biographie De rechter die geen ontzag had („Der Richter, der keine Ehrfurcht hatte“) wurde am 1. Oktober 2014 von Hugo Röling veröffentlicht.

## Buchveröffentlichungen
- Over het IJ: de reconstructie van een moord (1991)
- Hier zijn leeuwen (1994)
- Dichter op de Zeedijk (1995), verfilmt
- De ordening (1998, dt. Titel: Die Archivarin, aus dem Niederländischen von Marianne Holberg, DVA, Stuttgart/München 2000[7]), verfilmt unter dem Titel De ordening (2003)[8]
- De oesters van van Nam Kee (2000), verfilmt
- De vrouw die alles had (2002)
- Het verboden pad (2004)
- Paradiso (2008)
- Zoon van (2009)
- Een soort familie (2010)
- De offers (2014)
- Het mooie seizoen (2017)